# Kałyniwka (rejon berezowski)
Kałyniwka (ukr. Калинівка) – wieś na Ukrainie, w obwodzie odeskim, w rejonie berezowskim, w hromadzie Konoplane. W 2001 liczyła 483 mieszkańców, spośród których 429 wskazało jako ojczysty język ukraiński, 13 rosyjski, 37 mołdawski, 2 bułgarski, 1 gagauski, a 1 inny.